# Ctenoplectra
Genre
Ctenoplectra est un genre d'insectes hyménoptères de la famille des Apidae.

## Liste d'espèces
Selon Catalogue of Life (27 août 2013) :
- Ctenoplectra albolimbata
- Ctenoplectra antinorii
- Ctenoplectra apicalis
- Ctenoplectra armata
- Ctenoplectra australica
- Ctenoplectra bequaerti
- Ctenoplectra chalybea
- Ctenoplectra cornuta
- Ctenoplectra davidi
- Ctenoplectra elsei
- Ctenoplectra florisomnis
- Ctenoplectra kelloggi
- Ctenoplectra paolii
- Ctenoplectra polita
- Ctenoplectra terminalis
- Ctenoplectra thladianthae
- Ctenoplectra vagans
- Ctenoplectra yoshikawai

Selon ITIS (27 août 2013) :
- Ctenoplectra albolimbata Magretti, 1895
- Ctenoplectra antinorii Gribodo, 1884
- Ctenoplectra apicalis Smith, 1879
- Ctenoplectra armata Magretti, 1895
- Ctenoplectra australica Cockerell, 1926
- Ctenoplectra bequaerti Cockerell, 1930
- Ctenoplectra chalybea Smith, 1857
- Ctenoplectra cornuta Gribodo, 1891
- Ctenoplectra davidi Vachal, 1903
- Ctenoplectra elsei Engel, 2007
- Ctenoplectra florisomnis van der Vecht, 1941
- Ctenoplectra kelloggi Cockerell, 1930
- Ctenoplectra paolii Guiglia, 1928
- Ctenoplectra polita (Strand, 1912)
- Ctenoplectra terminalis Smith, 1879
- Ctenoplectra thladianthae van der Vecht, 1941
- Ctenoplectra vagans Cockerell, 1904
- Ctenoplectra yoshikawai Hirashima, 1962

Selon NCBI (27 août 2013) :
- Ctenoplectra albolimbata
- Ctenoplectra antinorii
- Ctenoplectra armata
- Ctenoplectra australica
- Ctenoplectra bequaerti
- Ctenoplectra davidi
- Ctenoplectra elsei
- Ctenoplectra florisomnis
- Ctenoplectra kelloggi
- Ctenoplectra polita
- Ctenoplectra rodhaini
- Ctenoplectra terminalis